# Wahl zum Senat der Türkei 1966
Die Wahl zum Senat der Türkei 1966 fand am 5. Juni statt.
In dieser Wahl wurden landesweit 52 Mitglieder des Senats der B-Gruppe neugewählt – die jeweils 50 Mitglieder für 1/3 des Senats plus zwei freigewordene Plätze.

## Ergebnis
| Partei                            | Vorsitzender     | Stimmen   | %    | Sitze |
| --------------------------------- | ---------------- | --------- | ---- | ----- |
| Adalet Partisi                    | Ragıp Gümüşpala  | 1.688.316 | 56,9 | 35    |
| Cumhuriyet Halk Partisi           | İsmet İnönü      | 877.066   | 29,6 | 13    |
| Partei der Neuen Türkei           |                  | 70.043    | 2,4  | 1     |
| Türkiye İşçi Partisi              |                  | 116.375   | 3,9  | 1     |
| Millet Partisi                    |                  | 157.115   | 5,3  | 1     |
| Cumhuriyetçi Köylü Millet Partisi | Alparslan Türkeş | 57.367    | 1,9  | 1     |
| Unabhängige                       |                  | 980       | 0,0  |       |
| Insgesamt                         |                  |           |      | 52    |

## Weblink
- Wahlergebnisse (S.156, türk.)